# Miroslav Neretljak
Miroslav Neretljak je hrvatski pjesnik iz BiH.
Napisao je zbirku Nekad u beskraju, koju mu je 2011. godine objavio oraški Centar za kulturu.
Zastupljen je u Posavskom književnom zborniku urednika Mate Nedića.